# Henkel CEE
Henkel CEE, rejon Grupy Henkla obejmujący Region Europy Środkowo-Wschodniej, w którego skład wchodzi również Polska. Jest ona rejonem największym i najszybciej rozwijającym się spośród regionów Grupy Henkel. Współtworzy go 29 krajów, między innymi:
- Austria
- Albania
- Białoruś
- Bośnia i Hercegowina
- Bułgaria
- Chorwacja
- Czechy
- Estonia
- Litwa
- Łotwa
- Macedonia Północna
- Mołdawia
- Mongolia
- Polska
- Rosja
- Rumunia
- Serbia i Czarnogóra
- Słowacja
- Słowenia
- Ukraina
- Węgry
- osiem krajów Wspólnoty Niepodległych Państw

Stolica Regionu usytuowana jest w Wiedniu. Henkel CEE zatrudnia 7700 osób.